# Phyllodiaptomus sasikumari
Phyllodiaptomus sasikumari is een eenoogkreeftjessoort uit de familie van de Diaptomidae. De wetenschappelijke naam van de soort is voor het eerst geldig gepubliceerd in 1989 door Reddy & Venkateswarlu.